# Transformers (comics)
Pour les articles homonymes, voir Transformers (homonymie).
Les personnages de la série Transformers: Generation 1 ont été adaptés plusieurs fois en comics. Ce fut tout d'abord l'éditeur Marvel Comics qui proposa une série qui dura 10 ans. Dreamwave a pris le relais dans les années 2000 et plus récemment IDW Publishing a repris le flambeau pour des séries qui sont toujours éditées. IDW Publishing se termine au bout de 13 années, en Novembre 2018 avec le comics "Optimus Prime 25".

## Marvel Comics
Les comics édités par Marvel Comics ont été les premiers et sans la série de comics Transformers la plus connue. L'histoire reprend globalement la trame de la série animée mais rajoute de nouveaux éléments et installe ce qui est connu aujourd'hui comme les bases de l'univers. Certains personnages voient également leurs personnalités modifiés par rapport à la série. Cette série a également eu droit à des crossovers avec l'univers des G.I. Joe où des super héros de la maison des idées comme les Avengers ou Spider-Man.
Cette série est aussi connue sur internet avec le numéro 50, qui voit Starcream absorber un artefact qui le rend fou et le fait tuer une bonne partie des personnages de la série.
- The Transformers #1-80 (1984-1991)
- The Transformers: The Movie (1986)
- G.I. Joe and The Transformers (1987)
- The Transformers: Headmasters (1987-1988)
- The Transformers: Generation 2 (1993)
- New Avengers/Transformers (2007)

## Dreamwave
Après l'arrêt de la série par Marvel Comics, la maison d'édition Dreamwave Productions récupère les droits en 2003. Cette série reste dans la continuité des comics Marvel mais apporte de tout nouveaux éléments, comme la mythologie de treize Primes originels et notamment le Prime déchu, le Fallen.
- The Transformers/G.I. Joe (crossover) (2003)
- The Transformers/G.I. Joe II: Divided Front
- The Transformers: More Than Meets The Eye
- The Transformers: Generation 1: Prime Directive
- The Transformers: Generation 1: War and Peace (vol.2)
- The Transformers: The War Within
- The Transformers: The War Within: The Dark Ages (vol.2)
- The Transformers: The War Within: The Age of Wrath
- The Transformers: Generation 1 (vol.3, 1-#10)
- The Transformers: Armada
- The Transformers: Energon

## IDW Publishing
Après la faillite de Dreamwave en 2005, les droits de la licence sont récupéré par IDW Publishing. Cependant, plutôt que de continuer la série en cours, il est décidé de faire un reboot total de l'univers mais reste basé sur la Génération 1. À ce jour, la série d'IDW est connue pour être la plus complète à ce jour avec des histoires et des personnages aux développement.
Elle est notamment connue pour avoir offert un développement complet et un arc de rédemption au personnage de Mégatron.
En 2018, un second reboot est entamé par IDW et dure jusqu'en 2022, suivie d'une annonce de l'éditeur qui se sépare des droits de la licence pour la fin de l'année.
- The Transformers: Regeneration One (2013-présent) reprise de la série Marvel à partir du numéro 81
- The Transformers: All Hail Mégatron (2008-2009) 11 volumes
- The Transformers: Saga of the Allspark (2008)
- The Transformers: Revenge of the Fallen Movie Prequel: Alliance (2008)
- The Transformers Animated: The Arrival (2008)
- The Transformers: Maximum Dinobots (2008)
- The Transformers: Focus on Décepticons (2008)
- The Transformers Spotlight: Grimlock (2008)
- The Transformers Spotlight: Mirage (2008)
- The Transformers: The Movie Adaption (2007)
- The Transformers: Devastation (2007)
- The Transformers: Mégatron Origin (2007)
- The Transformers: Target: 2006 (2007)
- The Transformers Spotlight: Ramjet (2007)
- The Transformers Spotlight: Soundwave (2007)
- The Transformers Spotlight: Optimus Prime (2007)
- The Transformers: Escalation (2006)
- The Transformers: Infiltration (2006)
- The Transformers: Stormbringer (2006)
- The Transformers Spotlight: Shockwave (2006)
- The Transformers: The War Within (2004)
- The Transformers: The War Within - Dark Ages (2003)
- The Transformers: Unicron (2018)
- The Transformers: Optimus Prime (2016/2018)
- More Than meets the eye (2012/2016)
- Lost Light (2016/2018)

## Transformers: Galaxies (2019) spin off des précédente  séries de comics IDW (2005-2018)

### The Transformers: The Reign of Starscream(2008)
Le Règne de Starscream (The Reign of Starscream en anglais) est une mini-série en cinq numéros qui raconte les événements qui ont lieu immédiatement après le film Transformers de 2007.
Cette série a été écrite par Chris Mowry et Chris Ryall, dessinée par Alex Milne, colorisée par Josh Perez ; la couverture a été réalisée par Alex Milne.

#### Sypnosis
Le premier numéro reprend l'histoire du film vue sous la perspective de Starscream. Après la mort de Mégatron, celui-ci rencontre Barricade, blessé, qui lui apprend que Frenzy, qui est mort, avait des informations concernant Sam Witwicky et l'Allspark. Starscream dit à Barricade de rester sur Terre pour espionner, tandis que lui-même part à la recherche de Frenzy.
Dans le second numéro, Starscream retrouve Frenzy mais est blessé, et est contraint de retourner sur Mars. Il y rencontre Thundercracker, avec qui il décide de se rendre sur Cybertron et d'utiliser les données trouvées sur Frenzy pour recréer l'Allspark. Ils transmettent ces données aux decepticons de Cybertron et se mettent en route. Alors qu'ils s'apprêtent à rentrer sur la planète via le pont spatial, Starscream fait part de son optimisme, car il pense qu'avec Optimus Prime resté sur Terre, personne n'est en mesure de l'empêcher de conquérir Cybertron. Il ne se doute pas qu'un groupe d'autobots (Arcee, Cliffjumper, Air Raid, Camshaft, Smokescreen et Cosmos) s'apprête à l'attaquer.
Le troisième numéro s'ouvre sur un combat entre les autobots et un essaim de drones. Ils les vainquent facilement, tuant même Hardtop, mais se retrouvent sur la défensive avec l'arrivée de Thundercracker qui tue plusieurs d'entre eux. Arcee, furieuse de voir l'histoire se répéter, parvient à le blesser, mais trop tard : Starscream arrive et tue tout le monde sauf elle. Les decepticons rentrent sur Cybertron, Ramjet ayant préparé le terrain pour le nouveau leader. Grâce aux données transmises, un nouvel Allspark est en cours de construction, les autobots réduits en esclavage réalisant l'essentiel du travail.
Starscream est de plus en plus obsédé par l'idée de ne pas répéter les erreurs de Mégatron et Prime ; il enrage lorsqu'il se rend compte que Wreckage est toujours en vie. Arcee arrive sur Cybertron, et s'unit à la résistance Autobot menée par Crosshairs et Clocker, qui envisagent une attaque suicide pour détruire l'Allspark et sauver les autres autobots. Starscream, quant à lui, prévoit d'utiliser les Sparks de ses captifs autobots captives pour alimenter le nouveau cube. Cependant, ce plan échoue de manière inattendue en raison de la traitrise de Dreadwing qui cherche à supplanter Starscream. Une bataille entre les trois camps (drones de Dreadwing, les forces de Starscream et les autobots) éclate alors. Dreadwing tente de s'enfuir sur un vaisseau, atteignant Mars via le pont spatial, sans se rendre compte que Starscream l'a suivi. Le leader decepticon détruit le Spark du traitre, et pose son regard sur la Terre, jurant de prendre sa revanche.

## Skybound Entertainment
En juin 2023, Skybound Entertainment récupère les droits de la licence Transformers en comics. Robert Kirkman établit un tout nouvel univers partagé, intitulé Energon Universe, réunissant les licences Transformers et G.I. Joe ainsi qu'une toute nouvelle série originale intitulée Void Rivals.
La série de comics Transformers est écrite par Daniel Warren Johnson, et reprend le style de la Génération 1, en apportant toutefois quelques changements.
En France, les comics de l'Energon Universe sont publiés depuis mai 2024 par l'éditeur Urban Comics.
- Void Rivals (2023)
- Transformers (2023)
- Duke (2023)
- Cobra Commander (2023)